# لئو زاکس
لئو زاکس (انگلیسی: Leo Sachs؛ ۱۴ اکتبر ۱۹۲۴ – ۱۲ دسامبر ۲۰۱۳) یک زیست‌شناس مولکولی و پژوهشگر بیماری سرطان اهل اسرائیل بود.
وی همچنین برنده جوایزی همچون جایزه اسرائیل شده است.